# 岩切信一郎 (学者)
岩切 信一郎（いわきり しんいちろう、1950年10月10日 - ）は、日本の美術史学者、新渡戸文化短期大学教授。出版文化・明治版画史専攻。

## 来歴
鹿児島県鹿児島市生まれ。1975年國學院大學大学院神道学科修士課程修了。2010年『明治版画史』で芸術選奨新人賞受賞。

## 著書
- 『橋口五葉の装釘本』沖積舎 1980
- 『明治版画史』吉川弘文館 2009

### 共著
- 『流行語カタログ 1868-1960』山田俊幸、横田章共著 泰流社 1987